# Praefectus castrorum
Praefectus castrorum (dob. »prefekt tabora«) je bil v rimski vojski zgodnjega cesarstva tretji najvišji štabni častnik rimske legije za legatom (legatus) in vojaškim tribunom (tribunus laticlavius), oba sta bila iz razreda senatorjev. Praefectus castrorum je bil intendant, odgovoren za vojaško logistiko in rekvizicije (usposabljanje, nabava in vzdrževanje opreme ter gradnja tabora itd.), vendar je lahko poveljeval legiji, kadar so bili višji poveljniki odsotni. To mesto je običajno zasedal vojak, povišan iz čina centuriona, ki je že služil kot glavni centurion (primus pilus) legije, zato je bilo na voljo tudi navadnim, plebejskim državljanom. Prefekti tega ranga, na primer Sekst Vibij Gal, so prejeli nagrade (dona) za obeležitev svojih dosežkov.

## Navedbe
1. ↑  Sir William Smith; William Wayte; George Eden Marindin (1901). A Dictionary of Greek and Roman Antiquities. J. Murray. str. 798–.
2. ↑  SEG 57 1293
3. ↑  Valerie A. Maxfield (1. januar 1981). The Military Decorations of the Roman Army. University of California Press. str. 204–. ISBN 978-0-520-04499-9.